# Guérinit
Guérinit ist ein selten vorkommendes Mineral aus der Mineralklasse der „Phosphate, Arsenate und Vanadate“. Es kristallisiert im monoklinen Kristallsystem mit der chemischen Zusammensetzung Ca5[(AsO3OH)2|(AsO4)2]·9H2O, ist also ein komplexes, wasserhaltiges Calcium-Arsenat.
Guérinit entwickelt keilförmige, prismatische Kristalle bis etwa drei Millimeter Länge und glasähnlichem Glanz, die meist in Form büscheliger, sphärolithischer oder rosettenförmiger Mineral-Aggregate angeordnet sind. In reiner Form ist Guérinit farblos und durchsichtig. Durch vielfache Lichtbrechung aufgrund der polykristallinen Ausbildung erscheint er jedoch meist weiß und undurchsichtig.

## Etymologie und Geschichte
Erstmals beschrieben wurde Guérinit 1961 durch Evgeni I. Nefedov (1910–1976), der das Mineral nach dem französischen Chemiker Henri Guérin (* 1906) benannte. Dieser hatte die chemische Verbindung erstmals synthetisch hergestellt.
Entdeckt wurde das Mineral auf zwei Museumsstufen, wobei die eine als Wapplerit (eigentlich Rösslerit) bezeichnet war und aus der Grube „Daniel“ bei Neustädtel (Schneeberg) im sächsischen Erzgebirge stammte und die andere als Pharmakolith aus dem Richelsdorfer Gebirge im osthessischen Landkreis Hersfeld-Rotenburg stammte. Beide angegebenen Fundorte gelten daher als Typlokalität für Guérinit.

## Klassifikation
In der veralteten 8. Auflage der Mineralsystematik nach Strunz gehörte der Guérinit zur Mineralklasse der „Phosphate, Arsenate, Vanadate“ und dort zur Abteilung „Wasserhaltige Phosphate, Arsenate und Vanadate ohne fremde Anionen“, wo er gemeinsam mit Rauenthalit und Vladimirit in der „Vladimirit-Rauenthalit-Gruppe“ mit der Systemnummer VII/C.16 steht.
In der zuletzt 2018 überarbeiteten Lapis-Systematik nach Stefan Weiß, die formal auf der alten Systematik von Karl Hugo Strunz in der 8. Auflage basiert, erhielt das Mineral die System- und Mineralnummer VII/C.24-060. Dies entspricht der Klasse der „Phosphate, Arsenate und Vanadate“ und dort der Abteilung „Wasserhaltige Phosphate, ohne fremde Anionen“, wo Guérinit zusammen mit Ferrarisit, Haidingerit, Irhtemit, Mcnearit, Phaunouxit, Pikropharmakolith, Rauenthalit und Vladimirit eine unbenannte Gruppe mit der Systemnummer VII/C.24 bildet.
Die von der International Mineralogical Association (IMA) zuletzt 2009 aktualisierte 9. Auflage der Strunz’schen Mineralsystematik ordnet den Guérinit in die Klasse der „Phosphate, Arsenate und Vanadate“ und dort in die Abteilung „Phosphate usw. ohne zusätzliche Anionen; mit H2O“ ein. Hier ist das Mineral in der Unterabteilung „Ausschließlich mit großen Kationen“ zu finden, wo es als einziges Mitglied eine unbenannte Gruppe mit der Systemnummer 8.CJ.75 bildet.
In der vorwiegend im englischen Sprachraum gebräuchlichen Systematik der Minerale nach Dana hat Guérinit die System- und Mineralnummer 39.02.02.02. Das entspricht der Klasse der „Phosphate, Arsenate und Vanadate“ und dort der Abteilung „Wasserhaltige saure Phosphate etc.“. Hier findet er sich innerhalb der Unterabteilung „Wasserhaltige saure Phosphate etc., H2(AB)5(XO4)4 × x(H2O)“ in einer unbenannten Gruppe mit der Systemnummer 39.02.02, in der auch Vladimirit eingeordnet ist.

## Modifikationen und Varietäten
Die Verbindung Ca5[(AsO3OH)2|(AsO4)2]·9H2O ist dimorph, kommt also neben dem monoklin kristallisierenden Guérinit noch als triklin kristallisierender Ferrarisit vor.

## Bildung und Fundorte
Guérinit bildet sich sekundär als Verwitterungsprodukt in arsenreichen Mineral-Lagerstätten, wo er unter anderem in Paragenese mit Realgar, Erythrin, Quarz und Calcit auftritt.
Als seltene Mineralbildung konnte Guérinit nur an wenigen Fundorten nachgewiesen, wobei bisher (Stand 2014) rund 40 Fundorte als bekannt gelten. Neben seiner Typlokalität Grube „Daniel“ bei Neustädtel (Schneeberg) fand sich das Mineral in Deutschland unter anderem noch in der Grube „Anton“ und einer Schmiedestollenhalde im Heubachtal und der Grube „Alt St. Joseph“ bei Wittichen, der Grube Clara bei Oberwolfach und in Gesteinsproben beim Tunnelbau für die Bundesstraße 33 bei Hornberg in Baden-Württemberg; in einem Amphibolitbruch bei Mackenheim (Abtsteinach), dem Kurfürsten-Stollen im Ibaer Kobaltrevier sowie dem Wechselschacht und Friedenschacht bei Süß (Nentershausen) in Hessen; der Grube „Samson“ bei Sankt Andreasberg in Niedersachsen; der Grube „Aufgeklärtes Glück“ bei Wernigerode in Sachsen-Anhalt sowie im Schacht 139 (Abrahamhalde) bei Lauta (Marienberg) und bei Schlema im Erzgebirgskreis in Sachsen.
Der bisher einzige bekannte Fundort in der Schweiz ist die Grube „Grand-Praz“ bei Ayer (Val d’Anniviers) im Kanton Wallis.
Weitere Fundorte liegen unter anderem in Frankreich, Griechenland, Marokko, Tschechien und den Vereinigten Staaten von Amerika (USA).

## Kristallstruktur
Guérinit kristallisiert monoklin in der Raumgruppe P21/n (Raumgruppen-Nr. 14, Stellung 2) mit den Gitterparametern a = 17,63 Å; b = 6,73 Å; c = 23,47 Å und β = 90,6° sowie 5 Formeleinheiten pro Elementarzelle.